# شعب قودار (السياني)
شعب قودار محلة تابعة لقرية حبيل هدوان، التابعة لعزلة العربيين بمديرية السياني إحدى مديريات محافظة إب في الجمهورية اليمنية.، بلغ تعداد سكانها 82 حسب تعداد اليمن لعام 2004.